# Pölle 7 (Quedlinburg)

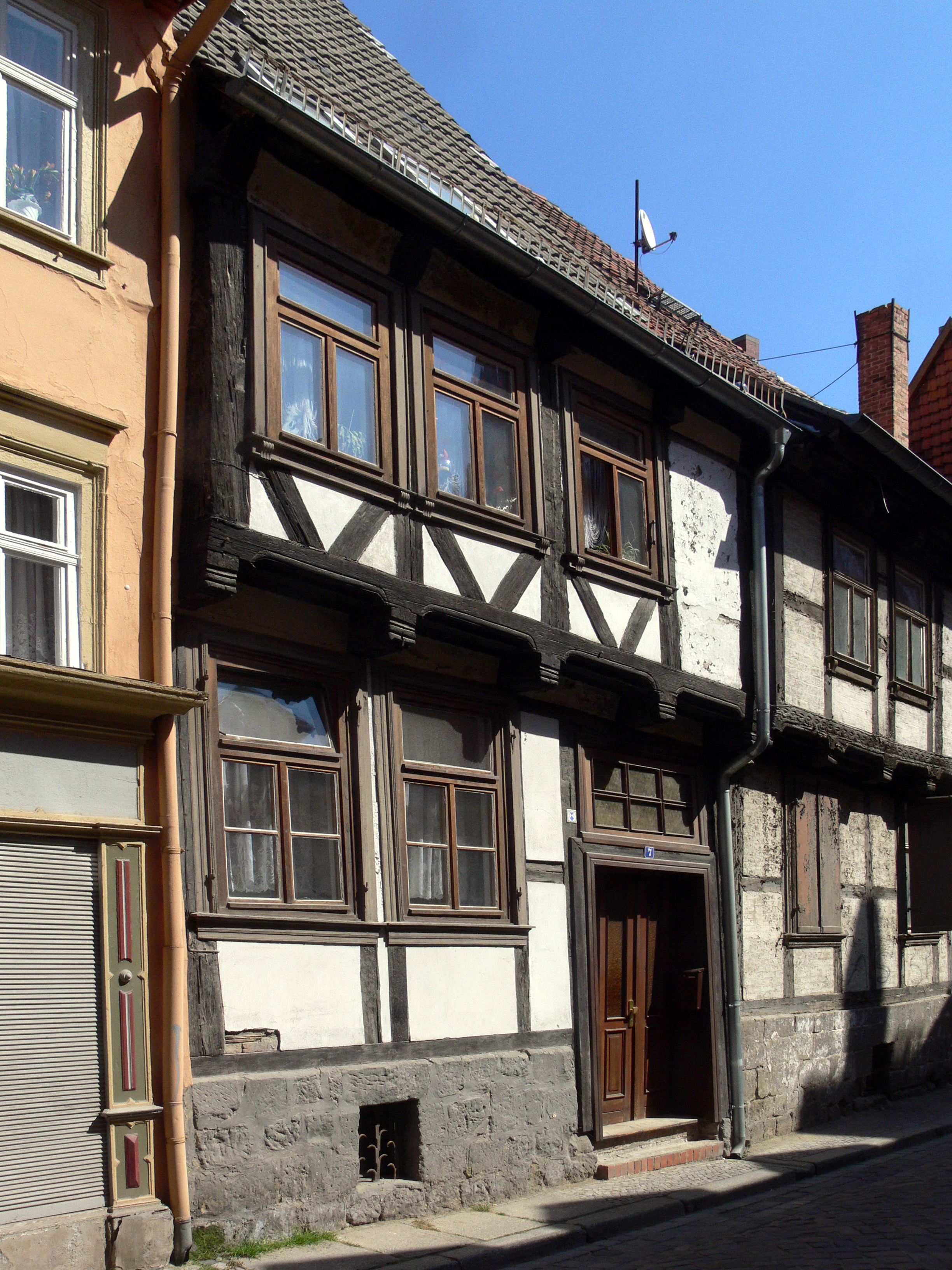
Pölle 7

Das Haus Pölle 7  ist ein denkmalgeschütztes Gebäude in der Stadt Quedlinburg in Sachsen-Anhalt.

## Lage
Es befindet sich südöstlich des Marktplatzes der Stadt und gehört zum UNESCO-Weltkulturerbe.

## Architektur und Geschichte
Das im Denkmalverzeichnis der Stadt Quedlinburg als Handwerkerhof bezeichnete zweigeschossige Fachwerkhaus entstand in der Zeit um 1530. An der Fachwerkfassade des oberen Stockwerks befinden sich für die Spätgotik typische Zierelemente wie Schiffskehlen, Birnstabbalkenköpfe und Brüstungsstreben. Bedeckt wird das Haus von einem hohen Dach. Ein auf der Hofseite befindlicher Gebäudeteil entstand im 17. Jahrhundert.